# Ibrahim Touré
Ibrahim Touré - em árabe, إبراهيم توريه (Bouaké, 27 de setembro de 1985 – Manchester, 19 de junho de 2014) - foi um futebolista marfinense que atuava pelo Al-Safa' SC. Tem dois irmãos também futebolistas, Yaya Touré e Kolo Touré. Ele é o único dos três irmãos que nunca foi convocado para a seleção marfinense
Morreu em 19 de junho de 2014, aos 28 anos em decorrência de um câncer.